# Frédéric Penelle
 (novembre 2022).
Frédéric Penelle, né le 15 mars 1973 à Etterbeek et mort le 24 mars 2020 à Saint-Gilles, est un graveur et artiste numérique belge, auteur d'installations et de fresques murales utilisant la gravure sur bois.

## Biographie
En 1994, Frédéric Penelle entame une formation dans l'atelier de Gravure et image imprimée de La Cambre à Bruxelles, sous la direction de Gabriel Belgeonne. Il apprend les différentes techniques de l'estampe, se spécialise en gravure sur bois et lithographie, et obtient son diplôme en 1999.
Lauréat du prix de la Gravure du Centre de la gravure et de l'image imprimée en 2005, son travail consiste à découper, coller, agrandir et mettre en scène ses gravures sur bois pour détourner des objets du quotidien, scénographier des installations en trois dimensions, et réaliser des fresques. Il s'affranchit ainsi du cadre délimité par la feuille de papier, et utilise la gravure comme élément de technique mixte.
En 2008, il s'associe au graveur et artiste bruxellois Bruno Hellenbosch pour former The Two Jimies. Ensemble, ils réalisent des fresques directement devant un public, utilisant des collages de gravures sur bois agrandies, ainsi que différentes techniques de peinture et de dessin, pour former une œuvre éphémère lors de chaque performance.
En 2011, il rencontre l'artiste numérique Yannick Jacquet, avec qui il crée des installations en trois dimensions sous le nom de Mécaniques Discursives. Chaque exposition présente une scénographie différente composée de gravures, armatures métalliques, projections vidéo et environnement sonore. Ils réalisent également d'immenses fresques animées sur des façades d'immeubles.
Parallèlement à sa carrière de graveur, Frédéric Penelle est également animateur d'ateliers, encadreur, graphiste, illustrateur, maquettiste, régisseur d’exposition, scénographe, et soudeur. Il est aussi professeur de gravure à La Cambre de 2012 à 2019 et professeur de gravure, puis d'atelier pluridisciplinaire, à l'École des Arts d’Ixelles depuis 2015.

## Prix
- 2005 : prix de la Gravure du Centre de la gravure et de l'image imprimée en 2005[1]
- 2007 : Premier prix du concours ArtContest[4]

- 2008 : Prix Paul Artôt / Académie Royale de Belgique
- 2009 : Prix Médiatine
- 2013 : Art collector’s Prize / Slick Brussels
- 2014 : Milano Design Week Tech Award

## Publication
En 2021, la maison d'édition bruxelloise CFC a publié un livre retraçant la carrière et la pratique des artistes Fred Penelle et Yannick Jacquet, dans le cadre de leur collaboration sur le projet Mécaniques Discursives.

## Expositions personnelles
- 2006 : Élevé à la farine de mouton, Galerie du Botanique / Bruxelles (Belgique)
- 2007 : Kastel War, B-Gallery, Bruxelles (Belgique)
  - White Hotel room 34, Bruxelles (Belgique)
- 2008 : White Hotel room 14, Bruxelles (Belgique)
  - Golem et apiculture, CCJF, Bruxelles (Belgique)
- 2009 : Sweet memories, Speedy Wash, Wiels, Bruxelles (Belgique)
  - Defining doubt, second room, Recyclart, Bruxelles (Belgique)
- 2011 : Galerie Anarto, Anvers (Belgique)
  - Créatures obliques, Modulab, Metz (France)
  - ISELP Intégration artistique, Bruxelles (Belgique)
  - Créatures obliques, Caméléon C., Bruxelles (Belgique)
- 2013 : Artour 2013, Château Gilson, La Louvière (Belgique)
- 2015 : Déviations, l'Orangerie, espace d'art contemporain, Bastogne (Belgique)
- 2016 : Galerie Nardone, Bruxelles (Belgique)
- 2017 : À toutes fins utiles, MAAC, Bruxelles (Belgique)
- 2019 :Noir Animal, galerie A, Bruxelles (Belgique)
  - Ruines, Modulab, Metz (France)

## Expositions collectives

### ExpositionsThe Two Jimies(collaboration avec Bruno Hellenbosch)
- 2008 : White Hotel, Bruxelles (Belgique)
  - Nuit Blanche, Bruxelles (Belgique)
- 2009 : Slick dessin, Paris (France)
  - Galerie d'Ys, Bruxelles (Belgique)
  - Nuit Blanche, Bozar, Bruxelles (Belgique)
- 2010 : Médiatine, prix de la COCOF, Bruxelles (Belgique)
  - Fête de l'Iris, Bruxelles (Belgique)
  - PixHell, Namur (Belgique)
  - Galerie Anarto, Anvers (Belgique)
  - White Hotel 5th anniversary, Bruxelles (Belgique)
- 2012 : Jubilation Héroïque, Centre Wallonie Bruxelles, Paris (France)
- 2013 : Nuit Blanche, Bruxelles (Belgique)
  - Artour 2013, La Louvière (Belgique)
  - Plage des 6 Pompes, La Chaux de fond (Suisse)

### ExpositionsMécaniques discursives(collaboration avec Yannick Jacquet)
- 2012 : Mapping Festival, Genève
  - Scopitone Festival, Nantes
  - Bozar Electronic Festival, Bruxelles
  - ElectroniK Festival, Rennes
  - ShinyToys Festival, Mülheim
  - Nemo Festival, Paris
- 2013 : Résidence artistique à l'Imal, Bruxelles[6]
  - Mirage Festival, Lyon
  - EMAF Festival, Osnabrueck
  - Slick Art fair, Bruxelles[7]
  - LKFF Art & Sculpture Projects Gallery, Bruxelles
  - Nuit Blanche, Modulab, Metz
  - Slick Art fair, Paris
  - MIRA festival, Barcelone
  - Le Bon Marché, Paris
- 2014 : LKFF, Salon, Bruxelles
  - Digital Choc, Institut français, Tokyo, Kyoto
  - Design Week, Spazio Logotel, Milan
  - National Taiwan Museum of Fine Arts, Taichung
  - Oddstream Festival, Nijmegen
  - Nuit Blanche, Bruxelles
- 2015 : LUX, Valence (France)
  - Save, Moscou
  - STRP, Eindhoven
  - I Belgi barbari e poeti, Macro, Rome
  - Patch Lab, Gallery Bunkier Sztuki, Cracovie
  - Graphic Design Festival, Breda
  - I Belgi Barbari e Poeti, Vanderborght, Bruxelles
  - Lille 3000, Renaissance, Maison Folie Moulins, Lille
- 2016 : Nemo, Biennale Internationale Des Arts Numériques Centquatre Paris
  - Semaine Digitale, Cour Mably, Bordeaux
  - Concordia Gallery, Enschede
  - Blue Project Fondation, Barcelone
  - Jerusalem International Design week, Jérusalem
  - L.E.V. festival, Gijon
  - Puzzle, Thionville
  - Perte de Signal, Montréal
- 2017 : Le PASS, Frameries 
  - 10 petits belges, Mont des Arts, Bruxelles
  - Medar for contemporary art, Le Caire
  - Galerie Nardone, Bruxelles
  - Die Digitale, Düsseldorf
  - Signal festival, Prague
  - A toutes fins utiles, MAAC, Bruxelles
  - Impact17, Théâtre de Liège
- 2018 : Die Digitale, Weltkunstzimmer, Düsseldorf
  - Parcours d'artistes, Saint Gilles, Bruxelles
  - DIY, micromarché, Bruxelles
  - Lavallée de l'Image, Bruxelles
- 2019 : Shenzen Design Week
  - Play, Pulsart, Brabant Wallon
  - Constellations, Metz[8]
- 2020 : Llum BCN, Barcelone
  - Diodam, Bayonne
  - Play Pulsart, Centre culturel d'Ittre
  - Maintenant Festival, Rennes
  - Play Pulsart, Centre culturel de Notre-Dame de la Chapelle
- 2021 : Biennale Art Culture, Mons
  - Lichtfestival, Gand
  - LABoral Art Centre, Gijón
  - Don't follow the Guide, Monographic exhibition, LaVallée, Bruxelles
  - Le Pass, Framerie
- 2022 : Centre culturel de Plan Les Ouates, Genève
  - Forum des Halles, Louvain-la-Neuve
  - Chapelle de Boondael, Ixelles
  - Maison Culturelle de Quaregnon
  - Grenier à Sel, Avignon
  - Le Pass, Framerie
  - Pléiades, Festival des arts numériques de Saint-Étienne
  - Play Pulsart, Centre culturel de Rebecq, Rixensart et Tubize
  - Centre culturel de Nivelles
- 2023 : Don't follow the Guide, Monographic exhibition, FMVA, Modène
  - Le Pass, Framerie
- 2024 : Maison de la Culture de Tournai 
  - Le Botanique, Bruxelles

### Autres
- 2000 : F. Rops, atelier circulaire , Musée de Québec, Québec (Canada)
- 2003 : Le corps morcelé, duo avec Élodie Antoine, Galerie 1.1
- 2005 : En vitrine, collaboration avec Nicolas Grimaud, Bruxelles
  - Living Color, Galerie Desimpel, Bruxelles (Belgique)
- 2009 : duo avec T. Grotaers, Galerie d'Ys, Bruxelles (Belgique)
- 2011 : Art'contest anniversary, Black Box Gallery, Bruxelles (Belgique)
- 2012 : Jubilation Héroïque, Centre Wallonie Bruxelles, Paris
- 2015 : Print!, La Cambre Gallery, Bruxelles (Belgique)
  - Enfances, Galerie d'Ys, Bruxelles (Belgique)
- 2018 : Chroniques, Centre de la gravure et de l'image imprimée, La Louvière

## Installation murale permanente
En 2021, la Ville de Bruxelles et Beliris ont commandé  pour le centre-ville une fresque à grande échelle et semi-permanente du projet Mécaniques Discursives (collaboration avec Yannick Jacquet).
En 2024, une version agrandie et permanente de la fresque a été dévoilée, devenant la première œuvre augmentée intégrée dans l'espace public de Bruxelles.